# Wittmackanthus
Wittmackanthus là một chi thực vật có hoa trong họ Thiến thảo (Rubiaceae).

## Loài
Chi Wittmackanthus gồm các loài: